# Metagonia lancetilla
Metagonia lancetilla är en spindelart som beskrevs av Huber 1998. Metagonia lancetilla ingår i släktet Metagonia och familjen dallerspindlar.
Artens utbredningsområde är Honduras. Inga underarter finns listade i Catalogue of Life.